# Sonnenumgebung
Der Begriff Sonnenumgebung wird in der Astronomie oft gebraucht, ist allerdings nicht einheitlich definiert. Der Bereich, der als Nachbarschaft zur Sonne verstanden wird, kann je nach astronomischem Forschungsgebiet folgendermaßen verstanden werden:

## Aus Sicht der Planetologie und Aeronomie
- Die äußerste Grenze des Planetensystems – also etwa 60–100 Astronomische Einheiten
- bzw. die Aphelien der entferntesten langperiodischen Kometen
- die sogenannte Heliosphäre

## Aus Sicht der Astrometrie und der Stellarphysik
- der Entfernungsbereich der nächstgelegenen Fixsterne
  - bis 10 Lichtjahre insgesamt 8 Sterne, u. a. Proxima und α Centauri, der Pfeilstern,… Sirius und Ross 154
  - bis 20 Lichtjahre ca. 70 Sterne, darunter 61 Cygni (erste Entfernungsmessung, Bessel 1838) und Prokyon (α im kl. Hund, Wintersechseck) – beide 11 Lichtjahre entfernt – und Kapteyns Stern (Roter Zwerg)
- alle Sterne mit ähnlicher Bewegungsrichtung (siehe Sonnenapex)
- der Spiralarm der Milchstraße, an dessen Rand das Sonnensystem liegt.

## In der Galaxien-Forschung
sprechen die Astronomen hingegen eher von kosmischer Nachbarschaft – gemeint ist damit entweder die Lokale Gruppe (die Milchstraße, der Andromedanebel und die jeweiligen Begleiter) mit Entfernungen bis etwa 3 Millionen Lichtjahren, oder der Virgo-Galaxienhaufen bis etwa 70 Millionen Lichtjahre.